# Oebisfelde-Weferlingen
Oebisfelde-Weferlingen is een stad in de Duitse deelstaat Saksen-Anhalt, gelegen in de Landkreis Börde. De stad telt 13.555 inwoners.

## Indeling gemeente
De stad bestaat uit de volgende Ortsteile:
| - Bergfriede - Bösdorf - Breitenrode - Buchhorst - Döhren - Eickendorf - Eschenrode - Etingen - Everingen - Gehrendorf | - Hödingen - Hörsingen - Kathendorf - Klinze - Lockstedt - Niendorf - Oebisfelde - Rätzlingen - Ribbensdorf | - Schwanefeld - Seggerde - Siestedt - Walbeck - Wassensdorf - Weddendorf - Flecken Weferlingen |

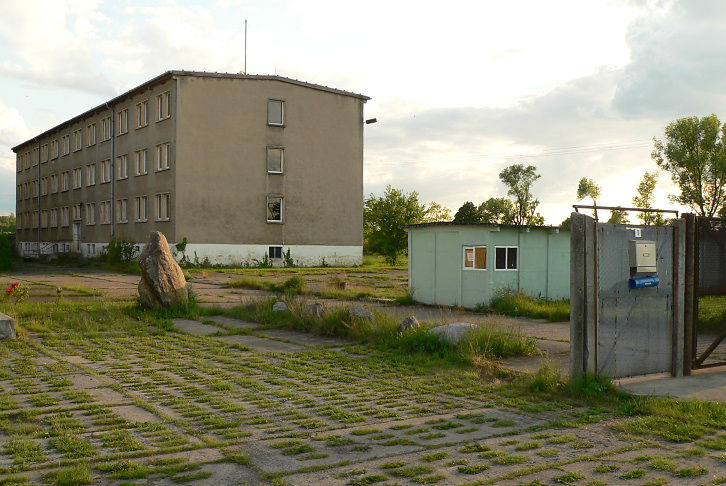
Buchhorst Grenztruppenkaserne

In Buchhorst was van 1954 tot aan de Duitse hereniging in november 1989 een kazerne van de Grenztruppen der DDR gevestigd.
Altenhausen ·
Am Großen Bruch ·
Angern ·
Ausleben ·
Barleben ·
Beendorf ·
Bülstringen ·
Burgstall ·
Calvörde ·
Colbitz ·
Eilsleben ·
Erxleben ·
Flechtingen ·
Gröningen ·
Haldensleben ·
Harbke ·
Hohe Börde ·
Hötensleben ·
Ingersleben ·
Kroppenstedt ·
Loitsche-Heinrichsberg ·
Niedere Börde ·
Oebisfelde-Weferlingen ·
Oschersleben (Bode) ·
Rogätz ·
Sommersdorf ·
Sülzetal ·
Ummendorf ·
Völpke ·
Wanzleben-Börde ·
Wefensleben ·
Westheide ·
Wolmirstedt ·
Zielitz